# 龍在江湖 (1986年電影)
《龍在江湖》（英語：[Legacy of Rage] 错误：{{Lang}}：文本有斜体标记（帮助）），原片名《龍的傳人》:214，是1986年上映的香港電影，由于仁泰執導，李國豪、簡慧真、王敏德、孟海、陳惠敏主演。劇情講述平凡青年馬國豪被不良朋友陷害的復仇故事。本片是李小龙之子李國豪出演的唯一一部港產電影，他亦憑此入圍第6屆香港電影金像獎最佳新人提名。

## 劇情
馬國豪（李國豪 飾）是一個胸無城府的平凡青年，與女友May（簡慧真 飾）穩定交往。他的朋友Michael（王敏德 飾）為黑幫成員，竟盯上了May的美色。為了奪得May，Micheal殺了一名警察後嫁禍予國豪，使豪被判入獄八年。多年之後，Michael繼承了其父的黑幫事業，遠走巴西的May亦回到了香港重遇刑滿獲釋的國豪。此時Michael綁架了May母子，而得知真相的國豪決心向Michael復仇......

## 主要角色
| 演員   | 角色           | 暱稱/關係 |
| 李國豪 | 馬國豪         | |
| 簡慧真 | May            | 馬國豪之女友，Michael之好友； Michael曾垂涎其美色                                                                |
| 王敏德 | Michael        | 馬國豪之好友，義叔之子； 父親死後，接管父親之黑道事業及生意                                                      |
| 陳惠敏 | 義叔           | Michael之父； 黑幫老大、販毒頭子                                                                                 |
| 孟海   |                | 馬國豪在獄中之好友                                                                                               |
| 成奎安 | 大傻           | 義叔與Michael之手下                                                                                              |
| 林聰   | 張九（沙皮九） | 反黑組警司； 曾包庇義叔之毒品生意，後反目。曾鎗傷Michael，後被大傻暗中開鎗殺死                                   |
| 黃志強 | 劉督察         | |
| 吳孟達 | 典獄長         | |
| 谷峰   | 獄警           | |
| 葉榮祖 |                | 夜總會經理 |
| 楊斯   | 黑社會大佬     | 帶領數人前往夜總會恐嚇經理要求收保護費，後因馬國豪不小心把酒弄濕他，挑釁馬國豪往後巷單挑，最後輸了，並被警察拘捕 |
| 邵傳勇 | 運白粉少年     | 替Michael交收白粉，因落格而被Michael下屬所殺                                                                     |
| 盧宛茵 | 師奶           | 帶領數個小孩乘搭6號巴士，遺下一個女孩，馬國豪抱住小女孩追趕巴士，趕上巴士下一站停車送回小女孩給師奶              |

## 製作

### 選角
當時德寶電影公司欲開拍一部動作片，希望找一個稍具知名度的年輕演員擔綱男主角:64。於是岑建勳與潘廸生透過李小龍太太Linda成功邀請李國豪出演。由於李國豪非常抗拒成為其父的影子，故初時並不想做太多打戲:53，而簽合約時亦註明宣傳時不可使用李小龍的照片及名字作賣點:77。

## 獎項
| 年份 | 頒獎典禮            | 獎項     | 名字   | 結果 |
| ---- | ------------------- | -------- | ------ | ---- |
| 1987 | 第6屆香港電影金像獎 | 最佳新人 | 李國豪 | 提名 |

## 外部連結
- 香港影庫上《龍在江湖》的資料（繁體中文）
- 时光网上《龍在江湖》的資料（简体中文）
- 豆瓣电影上《龍在江湖》的資料 （简体中文）
- 互联网电影数据库（IMDb）上《龍在江湖》的资料（英文）
- 爛番茄上《龍在江湖》的資料（英文）
- AllMovie上《龍在江湖》的资料（英文）